# San Gregorio Atzompa
San Gregorio Atzompa è una municipalità dello stato di Puebla, nel Messico centrale, il cui capoluogo è la località omonima.
Conta 8.170 abitanti (2010) e ha una estensione di 11,77 km². 	 	
Il nome della località ricorda san Gregoria, mentre la seconda parte ha il significato di luoghi dei capelli bagnati dall'acqua in lingua nahuatl.